# Catherine Bellis
Catherine Cartan "Cici" Bellis (nascida em 8 de abril de 1999) é uma ex-tenista americana. No começo de 2018, tornou-se a segunda mais jovem jogadora no top 100 do ranking da WTA. Chegou ao ápice na 35ª colocação, conquistada em agosto de 2017. Ficou conhecida por vencer, no US Open de 2014, aos 15 anos, uma oponente do top 20, uma façanha que não acontecia no US Open desde 1996.
Após várias lesões no pulso, braço e cotovelo direito, resultando em cirurgias, ela não conseguiu lidar mais com incertezas e, aos 22 anos, anunciou a aposentadoria em 19 de janeiro de 2022 através de sua conta no Instagram.

## Carreira
Bellis ganhou um título de duplas da Federação Internacional de Tênis e, em junho de 2014, estava classificada como a número dois do mundo no ranking júnior.
Em agosto de 2014 CiCi Bellis conquistou o campeonato nacional para meninas de até 18 anos, derrotando Tornado Alicia Black na final. O resultado lhe garantiu um convite de Wild Card para jogar o US Open de tênis.
No dia 26 de agosto de 2014, em sua estreia no US Open, Bellis derrotou a vice-campeã do Aberto da Austrália Dominika Cibulková. O resultado a fez se tornar a jogadora mais jovem a vencer uma partida nesta competição desde Anna Kournikova em 1996, quando tinha 15 anos de idade.
Depois de uma sequencia de contusões e cirurgias, ela anunciou a aposentadoria em janeiro de 2022.

## Finais

### Circuito WTA

#### Simples
| Resultado | No. | Data                   | Torneio                           | Superfície | Adversária  | Placar   |
| --------- | --- | ---------------------- | --------------------------------- | ---------- | ----------- | -------- |
| Winner    | 1.  | 27 de novembro de 2016 | Hawaii Tennis Open, Honolulu, EUA | Duro       | Zhang Shuai | 6–4, 6–2 |

### Circuito ITF
| Resultado | No. | Data                | Torneio                 | Superfície | Parceira      | Adversárias                  | Placar           |
| --------- | --- | ------------------- | ----------------------- | ---------- | ------------- | ---------------------------- | ---------------- |
| Campeã    | 1.  | 10 de março de 2014 | Orlando, Estados Unidos | Saibro     | Alexis Nelson | Sally Peers Natalie Pluskota | 6–2, 0–6, [11–9] |

### Grand Slam juvenil

#### Duplas
| Resultado   | Ano  | Campeonato  | Superfície | Parceira            | Adversárias                     | Placar           |
| ----------- | ---- | ----------- | ---------- | ------------------- | ------------------------------- | ---------------- |
| Vice-campeã | 2014 | French Open | Saibro     | Markéta Vondroušová | Ioana Ducu Ioana Loredana Roșca | 1–6, 7–5, [9–11] |

## Desempenho no Grand Slam

### Simples
| Torneio                  | 2014 | 2015 | 2016 | 2017 | 2018 | 2019 | 2020 | 2021 | V–D |
| ------------------------ | ---- | ---- | ---- | ---- | ---- | ---- | ---- | ---- | --- |
| Australian Open          | A    | A    | A    | A    | 1R   | A    | 3R   | A    | 2–2 |
| Torneio de Roland Garros | A    | Q1   | A    | 3R   | A    | A    | 1R   | A    | 2–2 |
| Torneio de Wimbledon     | A    | A    | A    | 1R   | A    | A    | —    | A    | 0–1 |
| US Open                  | 2R   | Q3   | 3R   | 1R   | A    | A    | 2R   | A    | 4–4 |
| Vitórias-derrotas        | 1–1  | 0–0  | 2–1  | 2–3  | 0–1  | 0–0  | 3–3  | 0–0  | 8–9 |